# Ulstrup Slot
Ulstrup Slot er en hovedgård der ligger i Sønder Vinge Sogn, Favrskov Kommune; indtil Kommunalreformen i 1970 lå det i Middelsom Herred, Viborg Amt. Slottet ligger umiddelbart nord for stationsbyen Ulstrup.
Ulstrup Slots historie går tilbage til 1300-tallet, hvor det tilhørte Jens Brandsen, og har senere bl.a. været ejet af Dronning Margrete 1., og en gren af slægten Skeel. De ældste dele af den nuværende bygning er fra omkring 1590, men hovedparten af anlægget i renæssancestil, med de ottekantede hjørnetårne blev bygget 1615-1617. Den anseelige ladegård og porttårnet er opført 1668.
Ulstrup Gods er på 600 hektar.

## Ejere af Ulstrup Slot
- (før 1404) Jens Brandsen
- (1404-1406) Niels Jensen Løvenbalk
- (1406-1579) Kronen
- (1579-1595) Christen Albertsen Skeel nr1
- (1595-1631) Jørgen Christensen Skeel nr1
- (1631-1688) Christen Jørgensen Skeel nr2
- (1688-1695) Jørgen Christensen Skeel nr2
- (1695-1731) Christen Jørgensen Skeel nr3
- (1731-1767) Jørgen Christensen greve Scheel nr3
- (1767-1771) Christen Jørgensen greve Scheel nr4
- (1771-1808) Caroline Eleonora Agnes Raben gift Scheel
- (1808-1818) Jørgen Christensen greve Scheel nr4
- (1818-1827) Louis Antoine Fauvelet de Bourienne
- (1827-1835) Den Danske Stat
- (1835) Philip Julius Knudsen
- (1835) hofbager Piper
- (1835-1850) Peter Gottlieb Kock
- (1850-1854) F. Mourier-Petersen
- (1854-1857) Frederik Marcus greve Knuth-Knuthenborg
- (1857-1868) Jørgen greve Scheel
- (1868) Frederik Ludvig lensgreve Ahlefeldt-Laurvig
- (1868-1917) Sigismund Ludvig Frederiksen greve Ahlefeldt-Laurvig
- (1917-1918) William Hansen
- (1918-1920) Oluf Bernt Suhr Bech
- (1920-1921) Oluf Bernt Suhr Bechs dødsbo
- (1921-1928) J. Laursen / S. Chr. Hansen
- (1928-1933) N. Kjellerup
- (1933-1934) N. Kjellerup (hovedbygningen)
- (1933-1939) J. Bech (avlsgården)
- (1934-1939) Christian Toft nr1 (hovedbygningen)
- (1939-1951) Christian Toft nr1
- (1951-1980) Christian Toft nr2 / Enke Fru Nina Toft
- (1980-1990) Godsejer Lilly Friis og godsejer, dyrlæge, dr.med.vet Carl Weinholt Friis
- (1990-) Ulstrup Slot Fonden/Godsejer Lilly Friis og godsejer, dyrlæge, dr.med.vet. Carl W. Friis' Fond

En runesten er fundet i havegærdet til slottet.